# Eddie 'Flashin' Fowlkes
Eddie Fowlkes (Detroit, 1962) is een Amerikaans techno-dj en producer. Hij behoort tot de pioniers in het technogenre samen met de Belville Three. Zijn stijl heeft veel invloeden uit de deephouse. Iets dat hij zelf als "black technosoul" weet te duiden. Ondanks zijn invloedrijke rol in de begindagen bleef zijn bekendheid achter bij zijn plaatsgenoten.

## Biografie
Eddie Fowlkes groeit op in Detroit en is in zijn jeugd een groot fan van de platen van het Motown-label dat in zijn woonplaats gevestigd is. In zijn tienerjaren wordt hij actief als dj, om daar na het afbreken van zijn studie zijn beroep van te maken. Hij raakt betrokken bij de opkomende technoscene rondom de Belville Three. In die tijd is hij ook even een huisgenoot van Derrick May. Het nummer Goodbye Kiss (1986) is zijn eerste productie die hij samen met Juan Atkins maakt. Daarna komt in 1987 zijn eerste eigen werk uit op de dubbelsingle Get It Live / In The Mix. Als in 1989 de single Standing In The Rain, met Crystal Gaynor, uitkomt lijkt hij meer in de richting van deephouse te bewegen.
In het begin van de jaren negentig volgt hij het succes van zijn plaatsgenoten richting Berlijn, waar hij een platencontract krijgt bij Tresor. Daar neemt hij in 1992 samen met de gelegenheidsgroep 3MB een titelloos album op. 3MB (3 Men in Berlin) is een samenwerkingsproject van Moritz von Oswald en Thomas Fehlmann waarbij de derde een wisselende producer is. Met de ook uit Detroit afkomstige Blake Baxter maakt hij de ep The Project (1992). Een jaar later brengt hij het album Technosoul uit, waarop ook 3MB weer meewerkt. Opvallend is daarbij de albumhoes die een omwisseling van twee ongeboren baby's moet voorstellen als metafoor voor zijn muzikale cross-over. In Nederland komt hij onder de aandacht door de single Warwick (1993), vanwege de remix door DJ Remy en Sven Van Hees.
Als in 1996 het album Black Technosoul verschijnt lijken de gloriedagen van Fowlkes wel voorbij. Daarna blijft er een constante stroom aan platen verschijnen. In 1999 produceert hij een album voor de band Niko Marks & City Boy Players uit Detroit. In 2007 is hij weer even terug met het album Welcome To My World om vervolgens weer verder te gaan met kleinschalige releases op single. Zijn grote rol in de begintijd wordt echter niet vergeten. In 2015 wordt hij door de gemeenteraad van zijn geboortestad onderscheiden met de Spirit of detroit-award samen met enkele andere pioniers.

## Discografie

### Albums
- 3MB ft. Eddie 'Flashin' Fowlkes (1992)
- Technosoul (1993)
- Black Technosoul (1996)
- Welcome To My World (2007)

- Gemeinsame Normdatei: 134799658
- International Standard Name Identifier: 0000 0000 4497 3286
- Library of Congress Control Number: no2005036281
- MusicBrainz: a3db0ecd-e3f0-4320-88c3-d1d0466cc9bf
- Virtual International Authority File: 76046029
- WorldCat: E39PBJfx8j8gRF7V69DfcXQDv3